# Deno
Deno er et open source, runtime system for JavaScript og TypeScript. Det benyttes til udvikling af server-side webapplikationer. Deno er baseret på V8 JavaScript og udviklet i Rust. Modsat Node.js indeholder Deno både run-time samt packet-manager - og der derved ikke afhængig af et 3.-parts program til håndtering af pakker. 

## Historie
Deno blev annonceret i 2018 af udvikleren af Node.js, Ryan Dahl i foredraget "10 things I hate about Node.js"